# サン・ビレッジいしかり
サン・ビレッジいしかりは北海道石狩市新港中央にあるドーム型総合体育館。正式名称は石狩市多目的スポーツ施設。

## 概要
2000年に雇用・能力開発機構により「石狩勤労者総合スポーツ施設」として開設されたが、政府による特殊法人改革の業務の見直し方針に伴い、2004年に石狩市が購入した。
国道337号に面した場所に位置し、石狩市役所や北海道札幌手稲高等学校にもほど近い。近隣に地下鉄駅などが無いため、遠方からの利用者はバスを始めとする交通機関を利用する他、最大84台分の駐車場が設置されている。
平成20年度の利用者数は50,068人であった。
アリーナ面積は2,381m2、テニスコートなら4面、ゲートボールコートなら3面を確保できる。そのほかトレーニングルーム(78m2)、ミーティングルーム(90m2)が設置されている。
休館日は毎月第1・第3火曜日、利用時間は午前9時30分から午後9時30分まで。石狩市スポーツ協会が管轄し、同団体が主催する「石狩市民体育大会」等の催しが行われる。
2005年には小学生を対象に、北海道日本ハムファイターズの選手によるフィールドクラブ（野球教室）が開催された。